# 오마르 무크타르

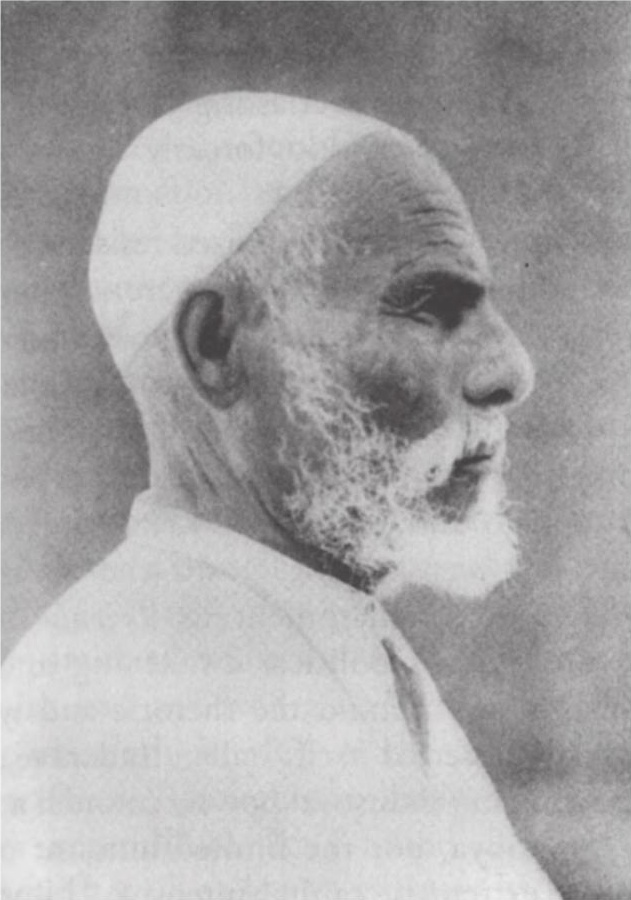
오마르 무크타르

오마르 무크타르(1862년 ~ 1931년 9월 16일, 아랍어: عمر المختار ‘Umar Al-Mukhtār)는 20년간 리비아를 무력으로 점령한 이탈리아에 대항하여 저항운동을 이끈 지도자였다. 무크타르는 므니파(Mnifa) 부족 출신으로 바르카 (Barqah) 동쪽에 위치한 잔주르(Janzour)라고 불린 작은 마을에서 태어났다. 1911년 이탈리아가 오스만 제국 점령 하의 리비아를 빼앗고, 무크타르는 1912년에 이탈리아의 식민지화에 저항하는 리비아 저항운동을 조직하여 저항운동을 시작했으며, 이후 20년 동안 저항운동을 이끌었다.

## 이탈리아의 침략
1911년 10월, 이탈리아 함대가 리비아의 수도 트리폴리 해안에 나타났다. 이탈리아 함대 사령관인 파라펠리는 리비아에 이탈리아에 항복하라고 요구했다. 그렇지 않으면 도시가 파괴될 것이라며 협박했다. 리비아군은 도시에서 퇴각했지만, 이탈리아 함대는 3일간 함포 사격을 퍼부었고, 그 후 트리폴리는 이탈리아의 통치 하에 들어갔다. 이 사건으로 전쟁이 종결된 것은 아니었다. 오스만투르크는 철수했지만, 이탈리아 점령군과 오마르 무크타르가 이끄는 저항군 간에 전쟁이 시작되었을 뿐이었다.

## 게릴라 전쟁
원래 꾸란을 가르치는 선생이었던 무크타르는 사막 전술에도 능숙했다. 자기 나라의 지형을 잘 알고 있었고, 사막전투에 익숙하지 않았던 이탈리아군을 상대로 한 전투에서 이 점을 활용하였다. 소규모 기동력이 풍부한 리비아 저항군은 이탈리아군에 대한 공격을 성공한 후, 사막으로 사라졌다. 무크타르의 부하들은 교묘하게 이탈리아군 기지 기습, 매복 공격, 병참 및 통신선을 공격했다. 이탈리아군은 베두윈족 게릴라 부대에 번번이 속아 당하기 일쑤였다.

## 강제 수용소
1922년 베니토 무솔리니가 정권을 잡은 후에도 무크타르의 저항운동과 이탈리아의 탄압은 계속되었다. 그러나 여전히 무크타르는 이탈리아군을 괴롭히고 있었고, 무솔리니는 루돌포 그라치아니 장군을 리비아 총독으로 파견한다. 그라치아니는 평화 회담을 열어 시간을 끌면서 이집트-리비아 국경에 철조망을 가설하여 외부로부터 무크타르를 차단하는 한편, 베드윈족을 강제수용소로 보냈다.
이 조치로 이탈리아는 2가지 방법으로 리비아 저항군의 저항운동을 약화시키려고 하고 있었다. 하나는 식량 공급을 차단하여 그들이 굶주림에 시달리게 하는 것이었고, 다른 하나는 더 많은 리비아인들이 무크타르의 저항군에 가담하는 것을 막는 것이었다. 모두 12만 5천명이 강제수용소로 끌려갔으며 이 중에서 2/3가 죽었다.
이런 동족들에 대한 탄압에도 불구하고 무크타르는 조국과 동족들의 해방을 위해 저항운동을 계속했다.

## 체포와 처형
무크타르가 저항운동을 시작한 후 20년이 다 되어갈 즈음, 결국 부상당한 채로 생포되었다. 무크타르는 리비아인들에겐 영웅이었지만, 리비아를 점령통치하고 있던 당시 이탈리아의 관점에서는 범죄자였다. 이 리비아의 영웅을 이탈리아인들은 전리품처럼 다루었다. 체포 당시 무크타르는 70세를 넘긴 노인이었으나, 이탈리아인들은 그가 탈출할지도 모른다는 군대의 두려움때문에 손목과 발목까지 쇠사슬로 묶었다. 무크타르의 체포는 리비아인들에게 큰 충격이었다. 그러나 그의 품성은 이탈리아 간수들에게도 큰 감명을 주었으며, 후일 그들은 무크타르의 굳은 의지에 압도되었다고 말했다. 무크타르를 심문했던 이탈리아인들도 무크타르가 심문중에도 줄곧 심문관을 똑바로 쳐다보았으며, 고문 및 심문 와중에도 꾸란에서 인용한 평화에 관한 구절을 읊조렸다고 말했다.
재판 결과, 만인이 보는 앞에서 무크타르의 목을 매달아 공개 처형하도록 결정되었다. 이탈리아가 무크타르를 이탈리아 법에 따라 재판을 할 수 있는가 하는 재판의 정당성 여부는 아직도 역사가들과 학자들 사이에 이견이 존재한다. 형장에서 마지막으로 남기고 싶은 말이 있느냐는 질문을 받고 무크타르는 코란의 한 구절을 인용해서 말했다. “우리는 신에게서부터 왔고, 언젠가는 다시 신에게로 돌아간다.” 1931년 9월 16일, 리비아 저항운동이 그의 죽음과 더불어 끝나길 바라며 이탈리아인들은 추종자들이 보는 앞에서 무크타르를 교수형에 처했다.
오늘날 그의 얼굴은 리비아의 10 디나르 지폐에 그려져있다. 그의 마지막 생애는 영화 《사막의 라이언》 (1981년 영화)에 잘 묘사되어 있다.

## 외부 추가 정보
- 이탈리아의 리비아 점령과 저항운동
- Secret proceedings in the Benghazi trial
- 영화 사막의 라이언에 관한 imdb.net의 정보

## 같이 보기
- 바버리사자